# Sabine Tanz
Sabine Tanz (* 3. Mai 1957 in Eisenach) ist eine deutsche Mediävistin.

## Wissenschaftliche Laufbahn
Sabine Tanz hat von 1975 bis 1979 Klassische Altertumswissenschaften an der Friedrich-Schiller-Universität Jena studiert, danach bis 1982 Alte und Mittelalterliche Geschichte an der Karl-Marx-Universität Leipzig. Im Anschluss war sie dort bis 1990 in der Mediävistik als wissenschaftliche Assistentin tätig. 1985 wurde sie mit einer Arbeit zum Thema Jeanne d’Arc – Spätmittelalterliche Mentalität in Frankreich zur Zeit des Hundertjährigen Krieges in der Reflexion eines Weltbildes promoviert. Ihre Habilitation erfolgte 1990 mit einer Arbeit über Visionen als Kristallisationspunkte spätmittelalterlicher Mentalität und Volksfrömmigkeit. Die nächsten zwei Jahre, in denen Tanz als Oberassistentin bzw. Hochschuldozentin beschäftigt war, nutzte sie auch für Forschungsaufenthalte im Ausland. Nach der Wahrnehmung einer Gastprofessur an der Universität Bielefeld im Jahr 1992 ging sie als Stipendiatin des Maison des Sciences de l’Homme nach Paris.
Im Jahr 2001 wurde Sabine Tanz zur außerplanmäßigen Professorin am Historischen Seminar der Universität Leipzig ernannt. Sie ist Vorsitzende der Wilhelm-Ostwald-Gedenkstätte in Großbothen (seit 2008).

## Veröffentlichungen (Auswahl)
- Spätmittelalterliche Laienmentalitäten im Spiegel von Visionen, Offenbarungen und Prophezeiungen (= Beiträge zur Mentalitätsgeschichte. 1), Frankfurt/Main 1993.
- Mittelalterforschung in Leipzig. Der Mediävist Ernst Werner (1920–1993) und sein Platz in der internationalen Geschichtswissenschaft (= Beiträge zur Leipziger Universitäts- und Wissenschaftsgeschichte. 15), Leipzig 2009 [mit Klaus-Peter Matschke].
- Christine de Pizan und die Verteidigung der Rechte der Frau im Mittelalter, in: Menschenrechte sind auch Frauenrechte, hrsg. v. Ilse Nagelschmidt (= Leipziger Studien zur Frauen- und Geschlechterforschung. Reihe C, 2), Leipzig 2002, S. 15–24.
- Aspekte der Karlsrezeption im Frankreich des 19. Jahrhunderts, in: Das Mittelalter. Perspektiven mediävistischer Forschung 4 (1999), H. 2, S. 55–64.
- Su alcuni aspetti delle „Annales“. La loro ricezione attraverso la medievistica della Repubblica democratica tedesca, in: Dimensioni e problemi della ricerca storica 1 (1998), S. 65–86.
- Vom Sinn der Mentalitätsgeschichte. Bilanz und Ausblick, in: Mittelalterforschung nach der Wende 1989, hrsg. v. Michael Borgolte (= Historische Zeitschrift. Beihefte. N. F., 20), München 1995, S. 227–238.
- Politische Propaganda und öffentliches Bewußtsein im Hundertjährigen Krieg, in: Comparativ 3 (1991), S. 91–99.
- Die Jeanne d’Arc-Rezeption im Frankreich des 19. Jahrhunderts und einige Aspekte der modernen Jeanne d’Arc-Forschung, in: Jahrbuch für Geschichte des Feudalismus, Jg. 10 (1986), S. 157–193.